# Cuộc định cư châu Mỹ

Bản đồ các di chỉ khảo cổ kèm với niên đại ước tính, 24–13 ka ở Bắc Mỹ và 22–11 ka ở Nam Mỹ.

Cuộc định cư châu Mỹ (tiếng Anh: Settlement of the Americas) được định nghĩa là khoảng thời gian bắt đầu từ khi các nhóm người săn bắt hái lượm đồ đá cũ tiến vào Bắc Mỹ từ thảo nguyên ma-mút Bắc Á thông qua cầu nối liên lục địa Beringia, lộ ra giữa đông bắc Siberia và tây Alaska bởi mực nước biển toàn cầu giảm sút trong thời kỳ Cực đại Băng hà cuối cùng (26.000-19.000 năm trước). Các quần thể người này tiếp tục bành trướng xuống phía nam Dải băng Laurentide rồi xâm chiếm toàn bộ Bắc và Nam Mỹ khoảng 14.000 năm trước. Các quần thể định cư sớm nhất ở châu Mỹ (khoảng trước 10.000 năm trước) được gọi chung là người Anh-điêng cổ.
Sự sinh sôi của con người ở châu Mỹ (peopling of the Americas) là một câu hỏi còn bị bỏ ngỏ. Tuy đã có những tiến bộ vượt bậc trong các ngành khảo cổ học, địa chất học thế Canh Tân, nhân học sinh học và phân tích ADN nhằm làm sáng tỏ câu trả lời, nhiều câu hỏi quan trọng vẫn chưa có lời giải đáp thỏa đáng. Mặc dù có sự thống nhất rằng châu Mỹ được định cư bởi người đến từ châu Á, nhưng mô hình di cư, thời gian và (các) nơi xuất xứ ở Á-Âu của các dân tộc này vẫn còn là ẩn số.
Các mô hình di cư thời thượng suy đoán các khung thời gian khác nhau cho cuộc di cư của người châu Á qua eo biển Bering và sự phân tán sau đó của quần thể nền móng (founding population) trên khắp lục địa. Các dân tộc bản địa ở châu Mỹ có liên kết với các dân tộc Siberia qua các yếu tố ngôn ngữ, sự phân bố nhóm máu và thành phần di truyền được phản ánh bởi dữ liệu phân tử, chẳng hạn như ADN.
"Lý thuyết Clovis đến đầu tiên" của những năm 1950 cho rằng văn hóa Clovis là nền văn hóa sớm nhất của con người ở châu Mỹ, từ khoảng 13.000 năm trước; bằng chứng về các nền văn hóa tiền-Clovis đã được thu thập từ năm 2000, đẩy lùi thời điểm định cư của con người về xa hơn nữa. Một nghiên cứu công bố vào năm 2021 đã định tuổi xương động vật trong hang Coxcatlan có liên hệ với hoạt động của con người và thu được niên đại rất cổ, khoảng 33.448-28.279 năm trước. Những phát hiện kiểu này chỉ ra rằng con người đã xuất hiện ở châu Mỹ trước thời điểm cực đại băng hà cuối cùng.

## Môi trường kỷ băng hà

### Sự trồi lên và nhấn chìm của cầu Beringia

Cầu lục địa Beringia bị nhấn chìm do mực nước biển chấn tĩnh dâng lên hậu-Cực đại băng hà cuối cùng (LGM)

Trong giai đoạn băng hà Wisconsin, nước của đại dương trên Trái đất hầu hết bị tích tụ (tùy theo khoảng thời gian) thành các sông băng, khiến cho mực nước biển toàn cầu bị giảm sút. Mực nước biển theo từng khoảng thời gian đã được phục dựng bằng phương pháp phân tích đồng vị oxy của lõi biển sâu, xác định niên đại của các thềm biển và lấy mẫu đồng vị oxy có độ phân giải cao từ các lưu vực đại dương và các chỏm băng hiện đại. Mực nước biển giảm tầm 60 đến 120 mét so với mực nước biển ngày nay bắt đầu từ khoảng 30.000 BP, đã làm lộ cây cầu Beringia rộng lớn nối liền Siberia với Alaska. Với sự gia tăng của mực nước biển theo sau Cực đại băng hà cuối cùng (LGM), cầu Beringia một lần nữa bị nhấn chìm. Các ước tính về lần nhấn chìm cuối cùng của Beringia hoàn toàn dựa trên độ sâu hiện tại của eo biển Bering và đường cong mực nước biển chấn tĩnh cho rằng sự kiện diễn ra vào khoảng 11.000 BP (Hình bên). Nghiên cứu đang tiến triển nhằm phục dựng lại cổ sinh học Beringia trong giai đoạn tan băng có lẽ sẽ thay đổi ước tính đó và khả năng cây cầu bị nhấn chìm sớm hơn sẽ hạn chế hơn nữa các mô hình di cư của con người vào Bắc Mỹ.

### Các sông băng
Sự tiếp diễn của Cực đại băng hà cuối cùng sau năm 30.000 BP tạo điều kiện cho sự bành trướng của các sông băng trên núi cao và các tảng băng lục địa có lẽ đã chặn các tuyến đường di cư ra khỏi Beringia. Vào khoảng năm 21.000 TCN và hàng nghìn năm trước đó, các dải băng Cordilleran và Laurentide hợp nhất ở phía đông của Dãy núi Rocky, bịt con đường di cư tiềm năng dẫn vào trung tâm Bắc Mỹ. Các sông băng núi cao ở các dãy núi ven biển và bán đảo Alaska đã cô lập phần nội địa của Beringia khỏi bờ Thái Bình Dương. Các sông băng núi cao ven biển và các dải băng Cordilleran hợp nhất thành các sông băng chân núi  bao phủ các dải đất ven biển rộng lớn xuống tận phía nam Đảo Vancouver và tạo thành một dải băng tại eo biển Juan de Fuca vào khoảng 15.000 14C BP (18.000 cal BP). Các sông băng núi cao ven biển bắt đầu triệt thoái vào khoảng 19.000 cal BP trong khi dải băng Cordilleran tiếp tục lấn vào vùng đất thấp Puget cho đến 14.000 14C BP (16.800 cal BP). Ngay cả khi băng ven biển đạt được phạm vi lớn nhất, các refugia  không đóng băng vẫn tồn tại trên nhiều hòn đảo, hỗ trợ các loài động vật có vú trên cạn lẫn dưới biển. Khi quá trình tan băng diễn ra, refugia tái chiếm các vùng bờ biển đã thoát băng vào khoảng 15.000 cal BP. Sự rút lui của các sông băng trên Bán đảo Alaska đã mở ra một lối di cư khả thi theo bờ biển Thái Bình Dương vào khoảng 17.000 cal BP. Rào cản băng giữa nội địa Alaska và bờ Thái Bình Dương tan vỡ từ khoảng 13.500 14C (16.200 cal) BP. Hành lang dẫn vào nội địa Bắc Mỹ tan băng vào khoảng 13.000-12.000 BP. Băng hà phía đông Siberia trong thời kỳ LGM chỉ giới hạn ở trên núi cao và thung lũng giữa các dãy núi, không cản trở còn đường giữa Siberia và Beringia.

### Khí hậu và môi trường sinh học
Cổ khí hậu và thảm thực vật của miền đông Siberia và Alaska trong giai đoạn băng hà Wisconsin được suy đoán từ dữ liệu đồng vị oxy có độ phân giải cao và địa tầng phấn hoa. Trước Cực đại băng hà cuối cùng, khí hậu miền đông Siberia dao động giữa các điều kiện gần với điều kiện ngày nay và thời kỳ lạnh hơn. Các chu kỳ ấm lên trước LGM ở Bắc Cực Siberia kích thích sự sinh sôi nảy nở của các động vật lớn. Bản ghi đồng vị oxy từ mũ băng Greenland chỉ ra rằng những chu kỳ này sau khoảng 45,000 BP kéo dài có lẽ lên đến hàng trăm hoặc từ một đến hai nghìn năm, với giai đoạn lạnh giá cực đại bắt đầu vào khoảng 32,000 cal BP. Bản ghi phấn hoa từ Hồ Elikchan, phía bắc Biển Okhotsk, cho thấy sự thay thế từ phấn hoa của cây thân gỗ và cây bụi sang phấn hoa của thảo mộc trước năm 26,000 14C TCN, khi các lãnh nguyên thảo mộc bắt đầu thay thế taiga và lãnh nguyên cây bụi của thời kỳ LGM. Một bản ghi tương tự về phấn hoa cây gỗ/cây bụi bị thay thế bởi thảo mộc trong thời kì đầu của LGM đã được thu thập gần sông Kolyma ở Bắc Cực Siberia. Các nhà khảo cổ đưa ra giả thuyết cho rằng: các khu định cư của con người phía bắc Siberia bị bỏ hoang do sự lạnh đi nhanh chóng hoặc sự di cư của các loài động vật lớn khi LGM khởi phát, nhằm lý giải cho hiện tượng thiếu sót di chỉ khảo cổ ở khu vực này từ niên đại LGM. Bản ghi phấn hoa phía Alaska cho thấy sự thay thế luân phiên giữa lãnh nguyên thảo mộc/cây bụi và lãnh nguyên cây bụi trước LGM, cho thấy rằng các giai đoạn ấm lên ít dồn dập hơn so với những giai đoạn ấm cực đỉnh cho phép rừng cây phát triển ở phía Siberia. Có đa dạng động vật lớn sinh sống ở những khu vực này, tuy vậy mật độ sinh học còn thấp. Lãnh nguyên thảo mộc chiếm ưu thế trong suốt thời kỳ LGM nhờ điều kiện khí hậu lạnh và khô.
Môi trường ven biển trong Cực đại băng hà cuối cùng rất phức tạp. Mực nước biển hạ thấp và một chỗ phình đẳng áp cân bằng với chỗ lõm bên dưới Lớp băng Cordilleran, làm lộ ra thềm lục địa và hình thành một đồng bằng ven biển. Trong khi phần lớn đồng bằng ven biển bị bao phủ bởi các sông băng chân núi, các refugium cho phép sự sống trên cạn đã được xác định tại Haida Gwaii, Đảo Prince of Wales và các đảo bên ngoài Quần đảo Alexander. Đồng bằng ven biển bấy giờ đang bị nhấn chìm có tiềm năng tạo ra nhiều refugia hơn. Dữ liệu về phấn hoa cho thấy thảm thực vật bị chi phối bởi lãnh nguyên thảo mộc/cây bụi ở các khu vực không có băng, cùng một số ít rừng cây ở phía nam dải băng Cordilleran. Môi trường ven biển vẫn được duy trì hiệu quả, được chỉ ra từ các hóa thạch động vật chân vây. Các rừng tảo bẹ có năng suất cao ở những vùng biển cạn có đá sẽ là một tuyến đường di cư hiệu quả cho con người. Việc tái tạo đường bờ biển phía nam Beringia cũng cho thấy tiềm năng của một môi trường ven biển có năng suất cao.

### Thay đổi môi trường trong quá trình tan băng
Dữ liệu về phấn hoa cho thấy thời kỳ ấm áp đạt đến đỉnh điểm kể từ 14k đến 11k 14C BP (17k-13k cal BP), tiếp nối bởi giai đoạn nguội lạnh trong khoảng 11k-10k 14C BP (13k-11.5k cal BP). Các khu vực ven biển tan băng nhanh chóng cùng lúc các sông băng núi cao ven biển và các dải băng Cordilleran dần rút đi. Cuộc thoái trào này được đẩy nhanh khi mực nước biển dâng cao và làm trôi các mối băng. Người ta ước tính rằng khu vực bờ biển đã tan băng hoàn toàn trong khoảng từ 16,000 đến 15,000 BP. Các sinh vật biển cận duyên hải xâm thực bờ biển do nước đại dương bắt đầu thay thế nước băng. Lãnh nguyên thảo mộc/cây bụi bị thay thế bởi các rừng lá kim bắt đầu từ 12,4k 14C BP (15 nghìn BP) ở miền bắc Haida Gwaii. Mực nước biển dâng cao còn tạo ra các trận lũ lụt.
Các dải băng Cordilleran và Laurentide trong đất liền rút đi chậm hơn so với các khối băng ven biển. Hành lang tan băng chưa hoàn toàn mở ra cho đến sau 13k-12k cal BP. Môi trường ban đầu của hành lang tan băng bị chi phối bởi dòng chảy băng hà và nước tan do các hồ nước có đê băng và lũ lụt định kỳ sau khi sự tan băng xả nước. Năng suất sinh học của vùng tan băng dần khôi phục chậm chạp. Các hành lang tan băng này có thể trở thành đường di cư hiệu quả bắt đầu từ 11,5 nghìn cal BP.
Rừng bạch dương mọc lên thay thế lãnh nguyên thảo mộc ở Beringia vào khoảng 14.3 ka 14C BP (17k cal BP) do điều kiện khí hậu mới, cho thấy rằng năng suất sinh học đã tăng lên rõ rệt.
Các phân tích về dấu ấn sinh học và vi sinh vật được bảo tồn trong trầm tích Hồ E5 và Hồ Burial phía bắc Alaska cho thấy loài người sơ khai từng thiêu đốt cảnh quan Beringia để săn các động vật lớn, bằng chứng sớm nhất là 34.000 năm trước.

## Niên đại, lý do và nguồn di cư

- 25,000 năm trước Beringia trong thời kỳ LGM *16–14,000 năm trước con người lan rộng ở châu Mỹ sau LGM

Cộng đồng khảo cổ học nói chung nhất trí rằng tổ tiên của các dân tộc bản địa châu Mỹ tiến vào châu Mỹ vào cuối Cực đại băng hà cuối cùng (LGM), tức là ngay sau mốc 20.000 năm trước và để lại dấu vết khảo cổ ngay sau mốc 16.000 năm trước.

### Niên đại
Vào đầu thế kỷ 21, có hai mô hình niên đại di cư chính được đề xuất.
Đầu tiên là lý thuyết niên đại ngắn cho rằng cuộc di cư đầu tiên xảy ra ngay sau Cực đại băng hà cuối cùng, suy giảm kể từ khoảng 19.000 năm trước, và được tiếp nối bởi những làn sóng di dân liên tiếp.
Thứ hai là lý thuyết niên đại dài cho rằng nhóm người đầu tiên tiến vào Beringia và những vùng không có băng ở Alaska sớm hơn nhiều (có lẽ sớm hơn tới 40.000 năm trước) tiếp nối bởi các làn sóng di dân thứ cấp muộn hơn.
Hầu hết các chuyên gia nhân học châu Mỹ đầu thế kỷ 20 tin vào Lý thuyết Clovis đầu tiên, hiện đã lỗi thời do các phát hiện khảo cổ mới ở châu Mỹ có niên đại tiền 13.000 năm trước vào những năm 2000.
Các di chỉ châu Mỹ với niên đại lâu đời nhất được chấp nhận rộng rãi đều có tuổi tầm 15.000 năm. Điển hình là di chỉ phức hợp Buttermilk Creek ở Texas, di chỉ Meadowcroft Rockshelter ở Pennsylvania và di chỉ Monte Verde ở miền nam Chile. Bằng chứng khảo cổ học cho thuyết tiền Clovis là di chỉ Topper Nam Carolina đã 16.000 năm tuổi, vào thời điểm mà lẽ ra cực đại băng hà đã nhấn chìm đường bờ biển  trên lý thuyết.
Có ý kiến cho rằng một hành lang không băng ở khu vực nay là Tây Canada đã cho phép con người di cư trước thế Toàn Tân; nhưng một nghiên cứu năm 2016 đã chỉ ra rằng sự di cư qua tuyến đó vẫn sẽ có niên đại rất gần thời điểm nền văn hóa Clovis sớm nhất xuất hiện. Nghiên cứu kết luận rằng hành lang không băng ở nơi nay là Alberta và British Columbia "đã dần bị xâm chiếm bởi rừng cây vân sam và thông" và rằng "người Clovis có lẽ đến từ phía Nam chứ không phải phía Bắc, có lẽ để bám theo các đàn động vật hoang dã như bò rừng bison". Một giả thuyết khác là thuyết di cư bằng đường ven biển, có lẽ khả thi nếu men theo đường bờ biển đã tan băng (đường bờ biển xưa hiện đã bị nhấn chìm do băng tan) của vùng Tây Bắc Thái Bình Dương từ khoảng 16.000 năm trước.

#### Bằng chứng về sự hiện diện của con người tiền LGM

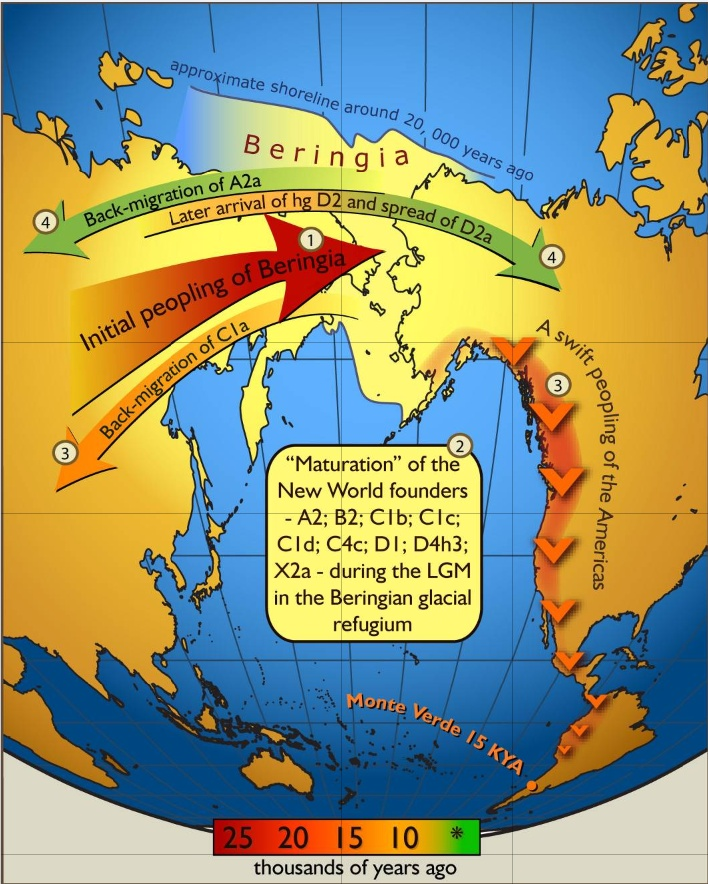
Biểu đồ thể hiện dòng gien mẫu hệ (mtDNA hay ADN ty thể) đi qua Beringia (mô hình niên đại dài, đơn gốc).

Sự di cư của con người tiền LGM qua Beringia vào châu Mỹ đã được đề xuất để giải thích niên đại cực kỳ cổ của các di chỉ ở châu Mỹ như Bluefish Caves và Old Crow Flats ở Lãnh thổ Yukon, và Meadowcroft Rock Shelter ở Pennsylvania.
Tại Old Crow Flats, người ta đã tìm thấy xương voi ma mút bị gãy theo kiểu mẫu đặc biệt ám chỉ hoạt động mổ thịt của con người. Xác định niên đại bằng đồng vị cacbon dao động trong khoảng 25.000 đến 40.000 BP. Ngoài ra, các viên đá nhỏ cũng được tìm thấy quanh khu vực, cõ lẽ được dùng để sản xuất công cụ.
Các giải thích về vết chặt thịt và sự liên kết địa chất của xương tại các di chỉ Bluefish Caves, Old Crow Flats và di chỉ Bonnet Plume có liên quan, bị đưa vào vòng nghi vấn.
Ngoài các di chỉ còn bị tranh cãi, bằng chứng thêm cho sự hiện diện của con người tiền LGM đã được tìm thấy trong bản ghi trầm tích hồ ở phía bắc Alaska. Các phân tích dẫu vết sinh học và vi hóa thạch của lớp trầm tích từ hồ E5 và hồ Burial cho thấy sự hiện diện của con người ở phía đông Beringia sớm nhất là 34.000 năm trước. Những phân tích này thực sự hấp dẫn ở chỗ chúng chứng thực những suy luận được đưa ra ở Bluefish Caves và Old Crow Flats.
Vào năm 2020, bằng chứng mới xuất hiện tại một di chỉ tiền LGM ở Bắc-Trung Mexico. Hang Chiquihuite, một di chỉ khảo cổ ở Bang Zacatecas, có niên đại 26.000 năm TCN dựa trên nhiều đồ tạo tác bằng đá được phát hiện ở đó.
Sự hiện diện của con người tiền LGM ở Nam Mỹ một phần phụ thuộc vào niên đại gây tranh cãi của di chỉ Pedra Furada ở Piauí, Brazil. Một nghiên cứu năm 2003 xác định bằng chứng niên đại cho việc sử dụng lửa có kiểm soát trước 40.000 năm trước. Bằng chứng tiếp tục được bổ sung từ hình thái xương của người phụ nữ Luzia mang gốc Austroloid. Cách giải thích này đã bị thách thức trong một đánh giá năm 2003, kết luận rằng các đặc điểm được đề cập cũng có thể phát sinh do sự trôi dạt di truyền. Vào tháng 11 năm 2018, các nhà khoa học của Đại học São Paulo và Đại học Harvard đã công bố một nghiên cứu mâu thuẫn cho rằng Luzia mang gốc Australo-Melanesian. Áp dụng giải trình DNA, kết quả cho thấy Luzia hoàn toàn là người Amerindian (Mỹ Anh-điêng), về mặt di truyền.
Tuổi của các hiện vật được xác định sớm nhất tại Meadowcroft đều nằm trong thời kỳ hậu LGM (13,8 nghìn – 18,5 nghìn BP).
Những viên đá có vẻ như được dùng làm búa và đe đã được tìm thấy tại di chỉ Cerutti Mastodon, miền nam California; có liên quan đến bộ xương voi răng mấu mà dường như đã bị con người thao túng. Bộ xương voi răng mấu được xác định niên đại bằng đồng vị phóng xạ thorium-230/uranium, sử dụng các mô hình xác định niên đại khuếch tán – hấp phụ – phân rã, kết luận rằng nó đã 130,7 ± 9,4 nghìn năm tuổi. Không có bộ xương người nào được tìm thấy tại đây, khiến các chuyên gia rất bối rối. Những tuyên bố về công cụ bằng đá và quá trình xử lý xương được Giáo sư nhân học Tom Dillehay coi là "bất hợp lý".

## Các tuyến di cư

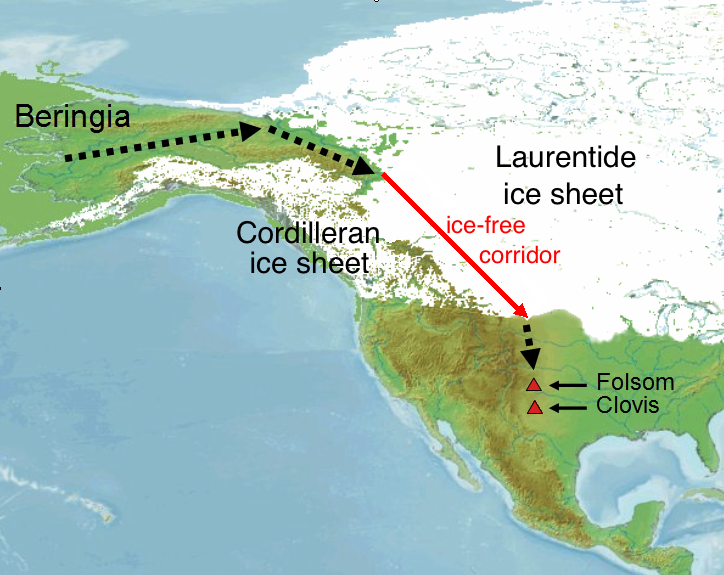
Bản đồ thể hiện các hành lang không có băng dọc theo đường phân chia Lục địa, xen tách hai dải băng Cordilleran và Laurentide. Các di chỉ Cổ Anh-điêng Clovis và Folsom được đánh dấu hình tam giác.

### Tuyến nội địa
Các giả thuyết về cuộc di cư sang châu Mỹ đều xoay quanh con đường từ Beringia dẫn vào nội địa Bắc Mỹ. Việc phát hiện ra các đồ tạo tác cùng với di tích động vật từ thế Canh Tân gần Clovis, New Mexico vào đầu những năm 1930 chứng tỏ cuộc định cư Bắc Mỹ chắc chắn phải xảy ra trước cả khi các sông băng đã lan rộng rồi. Điều này dẫn đến giả thuyết về một tuyến di cư xen giữa các dải băng Laurentide và Cordilleran để giải thích cho các chứng tích rất cổ đó. Di chỉ Clovis có các công cụ đồ đá đặc trưng bởi các mũi giáo có khía răng cưa và đầu nhọn được gắn vào một cái cán. Sau này, phức hợp đá đặc trưng bởi công nghệ Clovis Point (Mũi Clovis) đã lan rộng ra khắp Bắc và Nam Mỹ. Sự phát hiện công nghệ phức hợp Clovis lẫn với di tích động vật cuối thế Canh Tân đã dẫn đến suy đoán rằng những thợ săn thú lớn di cư ra khỏi Beringia rồi phân tán khắp châu Mỹ, còn được gọi là lý thuyết Clovis đầu tiên.
Xác định niên đại bằng carbon phóng xạ gần đây của các di chỉ Clovis đã cho ra tuổi từ 11,1 nghìn đến 10,7 nghìn năm 14C BP (13k đến 12,6k năm cal BP), hơi muộn hơn so với các cách tính niên đại cũ. Việc đánh giá lại các niên đại cacbon phóng xạ đã dẫn đến kết luận rằng không ít hơn 11 trong số 22 di chỉ Clovis có niên đại "rất vấn đề" và cần bị bác bỏ, bao gồm cả di chỉ mẫu ở Clovis, New Mexico. Việc xác định niên đại các di chỉ Clovis đã cho phép so sánh niên đại của Clovis với niên đại của các địa điểm khảo cổ khác trên khắp châu Mỹ và niên đại của sự kiện hành lang không băng mở ra. Cả hai đều dẫn đến những thách thức đáng kể đối với lý thuyết Clovis First. Di chỉ Monte Verde miền Nam Chile có niên đại 14,8 nghìn năm BP. Di chỉ Hang động Paisley phía đông Oregon có một mẫu hóa thạch phân người với niên đại 14C là 12,4k năm (14,5k cal năm) BP và mẫu mũi phóng tỏa nhánh có niên đại 14C là 11,3k-11k (13,2k-12,9k cal năm) BP. Các tầng tạo tác tổ hợp đá phi-Clovis và tiền-Clovis đã được phát hiện ở miền đông Bắc Mỹ, mặc dù độ lệch niên đại tối đa chưa được xử lý tốt.

#### Đề xuất liên kết ngữ hệ Dené với ngữ hệ Enisei
Mối quan hệ giữa ngữ hệ Na-Dené của Bắc Mỹ (chẳng hạn như tiếng Navajo và tiếng Apache) và ngữ hệ Enisei của Siberia lần đầu tiên được đề xuất vào năm 1923, rồi được đào sâu bởi các nhà ngôn học sau này. Một nghiên cứu chi tiết của Edward Vajda xuất bản vào năm 2010 đã nhận được sự ủng hộ của nhiều nhà ngôn ngữ học, với các bằng chứng khảo cổ học và di truyền học rất thuyết phục.
Truyền thống Tiểu Công cụ vùng Bắc Cực của Alaska và Bắc Cực thuộc Canada có lẽ bắt nguồn từ Đông Siberia khoảng 5.000 năm trước, có kết nối với văn hóa của tộc người Paleo-Eskimo ở Bắc Cực có niên đại 2500 TCN. Nguồn gốc của truyền thống Tiểu Công cụ vùng Bắc Cực có lẽ là chuỗi văn hóa Syalakh-Bel’kachi-Ymyakhtakh ở Đông Siberia, có niên đại từ 6.500 - 2.800 calBP.
Tuyến đường di cư nội địa có tương quan với sự bành trướng của ngữ hệ Na-Dené và nhóm phụ đơn bội (subhaplogroup) X2a vào châu Mỹ sau luồng di cư sớm nhất. Tuy nhiên, một số học giả lại cho rằng tổ tiên của người nói ngôn ngữ Na-Dene miền Tây Bắc Mỹ di cư ven biển bằng thuyền.

### Tuyến ven bờ Thái Bình Dương
Giả thuyết di cư duyên hải Thái Bình Dương (tiếng Anh: coastal migration theory) đề xuất rằng con người đến châu Mỹ lần đầu tiên bằng đường thủy, theo các đường bờ biển từ đông bắc Á sang châu Mỹ, ban đầu được đề xuất vào năm 1979 bởi Knute Fladmark như một giải pháp thay thế cho giả thuyết di cư bằng hành lang nội địa đã tan băng giả định. Mô hình này giúp giải thích sự bành trướng nhanh chóng của con người tới các nơi ven biển cực kỳ xa khu vực eo biển Bering, bao gồm các di chỉ như Monte Verde ở miền nam Chile và Taima-Taima ở miền tây Venezuela.
Giả thuyết di cư đường biển (tiếng Anh: marine migration hypothesis) là một biến thể gần giống của giả thuyết di cư duyên hải; sự khác biệt duy nhất là giả thuyết này mặc định rằng thuyền là phương tiện di chuyển chính. Giả định thêm tàu thuyền nhằm bổ sung một thước đo tính linh hoạt cho niên đại di cư ven biển, bởi vì một bờ biển tan băng liên tục (16–15.000 năm đã hiệu chuẩn BP) sẽ không cần thiết trong giả thuyết này nữa: Những người di cư bằng thuyền có thể dễ dàng vượt qua các rào cản băng và định cư ở các refugia rải rác ven biển, trước khi quá trình tan băng của tuyến đường bộ ven biển hoàn tất. Một quần thể nguồn thông thạo hàng hải ở ven biển Đông Á là một phần giả thiết của giả thuyết di cư biển.
Một bài báo năm 2007 trên Tạp chí Journal of Island and Coastal Archaeology đề xuất "giả thuyết tuyến đường tảo bẹ", một biến thể của giả thuyết di cư duyên hải dựa trên sự khai thác rừng tảo bẹ dọc phần lớn Vành đai Thái Bình Dương từ Nhật Bản đến Beringia, Tây Bắc Thái Bình Dương đến California, cuối cùng đến tận Bờ biển Andes của Nam Mỹ. Kể từ lúc các đường bờ biển của Alaska và British Columbia tan băng cách đây khoảng 16.000 năm, những khu rừng tảo bẹ này (cùng với các môi trường sống ở cửa sông, rừng ngập mặn và rạn san hô) sẽ cung cấp một hành lang di cư đồng nhất về mặt sinh thái, hoàn toàn ngang mực nước biển và không bị cản trở. Một phân tích ADN của quần sinh thái năm 2016 cho thấy một tuyến đường ven biển hoàn toàn khả thi.